# Тунгијаза
Тунгијаза је болест коју изазива бува Tunga penetrans. Она напада човека, али и домаће и дивље животиње.

## Узрочник
Бува која изазива тунгијазу је веома ситна, свега 1 mm дугачка, али се веома брзо креће кроз мека ткива (1 cm/сек.) и може да скаче и до 20 cm у висину. Највише је има у песку и тлу поред штала, свињца и сличних објеката. Човек се инфестира ходајући бос. И мужјаци и женке се хране крвљу домаћина, али мужјак га напушта после усисавања крви, док женка прави рупе у меким ткивима и тако улази у тело. Након пет недеља, сазрева и полаже јаја, након чега умире.

## Клиничка слика
Локализација лезија коју проузрокује женка при уласку у мека ткива јесу стопала, нарочито између прстију и око ноктију. Ређе су улазна места руке, односно дланови, обрве, бутине и глутеална регија. Најједноставнија форма инфестације се презентује појавом белих плакова, нодула који су централно пребојени црно. Некада су промене бројне и густо поређане и подсећају на саће. У развијенијем облику могу настати и еритематозне папуле, крусте, болни или пруригиниозни нодули, буле, секундарне инфекције, лимфангинитис или у најтежим случајевима и септикемија. По излечењу могу остати ожиљци.

## Дијагноза
Дијагноза се поставља се на основу анамнезе, клиничке слике, налаза узрочника на кожи или поткожном ткиву.

## Лечење
Лечење се састоји од тога да се прво врши екстракција буве стерилном иглом, затим се лезија обрађује и лечи антибиотским мастима. Уколико се сумња на секундарну инфекцију, антибиотици се могу применити и перорално. Спроводи се антитетанусна заштита.